# Emil Andriescu
Emil-Eugen Andriescu (n. 16 octombrie 1930, Iași – d. 18 septembrie 1992, București, România) a fost cel mai tânăr general din Armata Română.
Absolvent al Academiei Militare, a fost înaintat în grad în mod excepțional, pentru ca în data de 20 august 1969 să fie avansat la gradul de general, prin Decretul nr. 587, emis de Președintele Consiliului de Stat, Nicolae Ceaușescu, devenind astfel cel mai tânăr general al Armatei Române. La data de 2 martie 1972 devine comandantul Trupelor de Geniu, funcție pe care a ocupat-o până în 1980. 
Sub conducerea sa a fost înființată Școala Militară de Ofițeri Activi de Geniu, Construcții și Căi Ferate din Râmnicu Vâlcea și Centrul de Instrucție al Trupelor de Geniu de la Cernica, instituții la care veneau să studieze și militari străini. Sub conducerea sa, arma Geniu a cunoscut cea mai glorioasă perioadă din epoca de după cel de al Doilea Război Mondial.
Generalul Emil Andriescu a coordonat lucrările la construcția Transfăgărășanului, misiune pentru care a primit medalia Ordinul Muncii - clasa 1, cea mai înaltă distincție care se putea primi la acea vreme. De asemenea a coordonat lucrările la construcția stațiunii Neptun. Din funcția de comandant al armei Geniu, a coordonat eroicele acțiuni de salvare de vieți omenești, de înlăturare a distrugerilor și de consolidare a clădirilor grav avariate, pe care geniștii le-au întreprins aproape cu prețul propriilor lor vieți, după marele cutremur din 4 martie 1977, atat în București cât și în Zimnicea. De asemenea, a participat la conducerea acțiunilor pentru oprirea și înlăturarea efectelor inundațiilor din 1970, în județele Brăila și Ialomița și din anul 1975, în București. Din 1980 până în 1982 a îndeplinit funcția de director general adjunct la Centrala „Canal Dunăre - Marea Neagră” în cadrul Ministerului Transporturilor și Telecomunicațiilor.
A încetat din viață pe 18 septembrie 1992, fiind înmormântat cu onoruri militare pe Aleea Generalilor din Cimitirul Ghencea Militar.

#### Funcții
1972 - 1980 - Comandantul al Trupelor de Geniu
 
1980 - 1982 - Director General Adjunct la Centrala "Canal Dunăre - Marea Neagră"